# باربرا دي جونغ
باربرا دي جونغ (بالهولندية: Barbara de Jong)‏ هي مجدفة هولندية، ولدت في 22 يونيو 1952 في أنسخديه في هولندا.

## وصلات خارجية
- باربرا دي جونغ على موقع الاتحاد الدولي للتجديف (الإنجليزية)
- باربرا دي جونغ على موقع اللجنة الأولمبية الدولية (الإنجليزية)
- باربرا دي جونغ على موقع أوليمبيديا (الإنجليزية)